# Carl Irminger
Carl Ludvig Cristian Irminger (Holsácia, 3 de abril de 1802 – Copenhaga, 7 de fevereiro de 1888) foi um dinamarquês oficial da marinha. Ele foi o pai de Otto Frederik Heinrich Irminger e irmão de Johan Heinrich Georg Irminger.

## Biografia
Irminger tornou-se um oficial da marinha em 1822, avançado, depois, contra-almirante (1865), e teve cortes em 1872. Em 1880, recebeu o grau viceamirals . Já como jovem oficial, ele destacou-se por ele, em 1825, capturou a imagem de um barco pirata no Caribe; mais tarde (1831), ele salvou o comandante de um kanonbarkass sobre o rio Elba, um aterrada escuna tripulação da morte em uma violenta tempestade. Os anos de 1847-1848, ele foi o comandante do brigue "Ørnen" durante uma viagem à Guiné, onde ele, em uma revolta popular restaurado a calma.
Em 1832, ele foi contratado como professor de náutica para o Príncipe Frederico, cuja amizade e confiança que rapidamente ganhou. Irminger realizou várias viagens ao longo do príncipe e depois tronskiftet de 1848, foi nomeado ajudante-general e comandante do rei próprio navio (jagtkaptajn), que ele havia obtido uma grande influência sobre Marinebestyrelsen. Em 1850, ele foi um secretário interino.
Ele também tinha grande interesse científico e tornaram-se conhecidos por sua excelente dissertações sobre a circulação das correntes oceânicas, entre outras coisas, a Islândia e Pequeno Belt. Ele foi um dos fundadores da royal geografiske sociedade e um membro da Royal Geographical Society, em Londres. Em 1863, ele viajou para Viena e Berlim para presenciar Cristiano IX da Dinamarca ao trono.